# Les Stroud
Les Stroud, född 20 oktober 1961 i Mimico, Ontario, är en kanadensisk musiker, filmskapare och överlevnadsexpert. 
Han är mest känd för sin medverkan i olika överlevnadsprogram, däribland Survivorman som han både har skapat, regisserat och producerat. TV-programmet gick i fem säsonger mellan 2005 och 2015. Andra program med fokus på överlevnadskunskap han gett upphov till och varit med i, är Survive This och Beyond Survival. 

## Snowshoes and Solitude
Snowshoes and Solitude var Strouds första amatördokumentärfilm som denne spelade in tillsammans med sin dåvarande fru Sue Jamison i vildmarken i Wabakimi. Filmen spelades in mellan åren 1994-1995 och släpptes fyra år senare 1999. Filmen handlar om paret som under ett års tid lever i vildmarken med redskap som fanns tillgängliga några hundra år tidigare. Vid ett par tillfällen var dock paret tvungna att återvända till samhället på grund av dödsfall inom familjen. Filmen blev fröet till vad som skulle bli Survivor Man och Stroud använde dokumentären när denne pitchade idén till produktionsbolag.

## Survivor Man
Premissen för Survivor Man var att Stroud ensam under en veckas tid skulle överleva ute i vildmarken på olika platser runt om Jorden. Under programmets gång besökte Stroud platser såsom Ontario, Georiga, Costa Rica, Alaska, Amazonas, Indien, Papua Nya Guinea och Norge. Stroud spelade först in två pilotavsnitt som kallades för Stranded (som senare blev faktiska avsnitt i serien) innan det slutgiltiga pilotavsnittet spelades in som kom att kallas för Boreal Forest. Den enda gången under inspelningen då Stroud inte var ensam var under inledningen av varje avsnitt då hans kamerateam filmade öppningsscener med Stroud.  Med sig hade Stroud olika föremål beroende på avsnitt och scenario, de två föremål Stroud i regel alltid hade med sig var en armékniv samt ett munspel som denne spelade på återkommande i serien. Inspelningen av Survivor Man var ny i sitt slag. Dels var Stroud helt ensam utan ett kamerateam medan han spelade in avsnitten ute i vildmarken, något som inte gjorts tidigare. Vilket i sin tur medförde att Stroud medvetet bröt den fjärde väggen, något som i sin tur upp till den punkten ansågs vara otänkbart inom dokumentärfilm. Det senare gjordes genom att Stroud vid ett flertal tillfällen visade, inte bara filmade sina kameror, utan även hur han filmade. Detta gjordes till exempel genom att Stroud visade hur denne gick tillbaka för att hämta kameran eller att Stroud sågs torka av linsen. I serien testade Stroud överlevnadstips samt överlevnadskit för att undersöka huruvida de fungerade i praktiken, något de ofta inte gjorde. Programmet var explicit så tillvida att Stroud under programmets gång dödade och åt djur. Dock valde Stroud vid tillfällen att inte döda djur denne kunde ha dödat såsom när denne fann ett bo med fågelungar. 